# چروموگی‌سور
چروموگی‌سور (نام علمی: Chromogisaurus) نام یک سرده از راستهٔ خزنده‌کفلان است.